# Катханов, Назир Адильгиреевич
Назир Адильгиреевич Катханов (кабард.-черк. Къатхъэн Адэлджэрий и къуэ Назир, сентябрь 1891, Псыхурей, Терская область — 1928, Нальчик, СССР) — советский государственный, культурный и партийный деятель, один из организаторов и руководителей борьбы горцев за Советскую власть на Северном Кавказе.

## Биография
Родился в с. Псыхурей в крестьянской семье муллы Адиль-Гирея Катханова (1857—1919). Окончил духовную школу — медресе, в 1911 году окончил Баксанское духовное училище. После окончания Нальчикского реального училища преподавал в нём арабский язык и историю Востока.
- 25.09.1918 г. — вместе со своим отрядом в 1400 всадников занял Нальчик и разогнал белогвардейский национальный совет, создав военно-революционный шариатский Совет во главе с Матгери Темиржановым.
- конец 1918 — По предложению Катханова и с одобрения С. Орджоникидзе была создана 1-я ударная советская шариатская колонна, под командованием Г.И. Мироненко. Катханов командовал всеми национальными частями этой колонны. Состав колонны: Васильевский кавалерийский полк в составе 1200 сабель, 1-й стрелковый полк в составе 800 штыков, 1-й Шариатский кавалерийский полк в составе 1000 сабель, кавалерийский полк — 800 сабель. Задачей колонны было разбить войска Бичерахова и ликвидировать антисоветский мятеж на Тереке; соединиться  частями 12-й армии в районе Кизляра, тем самым очистив путь на Астрахань и тыл 11-й армии.
- Разбил под Пятигорском отряд генерала князя Даутокова-Серебрякова.
- март 1918 — Участник 1-го съезда Нальчикского округа, провозгласившего Советскую власть в Кабарде и Балкарии.
- С 1918 г. — член Областного и Нальчикского ревкома, начальник Окружной милиции по Нальчикскому округу.
- декабрь 1919 — почетный председатель 6-го съезда народов Кабардино-Балкарии. Делегат 2-го Конгресса Коминтерна.
- 1920 — участвовал в похоронах Джона Рида
- 10.03.1920 г. — вторично освободил Нальчик от белогвардейцев. В результате боя пленены 4 генерала и 60 офицеров.
- с 1920 г. — член Кабардинского ЦИКа, заведующий РКИ, юстиции, ОНО, член коллегии Наркомпрода.
- декабрь 1922 — Делегат X Всероссийского съезда Советов. Входил в состав почетного караула на похоронах В. И. Ленина.
- 1922 — 1924 — заведующий Областной Рабоче-крестьянской Инспекции в составе Народного Комиссариата РКИ РСФСР,
- 1924 — 1926 — представитель Кабардино-Балкарской области при Президиуме ВЦИК в Москве
- 13.09.1925 г. — 1928 — Уполномоченный по национальной политике в Главном Экономическом управлении при Президиуме ВСНХ СССР.

### Деятельность в области культуры
Один из основателей Кабардинского национального музея (сейчас Национальный музей Кабардино-Балкарской Республики) в Нальчике, сыграл большую роль в формировании экспозиции музея. Благодаря его переписке со Сталиным и директором Эрмитажа И. А. Орбели в Нальчик из музеев Москвы и Ленинграда перекочевали полотна Брюллова, Айвазовского, Шишкина, Горшельдта и других мастеров русской живописи (1920—1925 гг.).

### Арест и смерть
23 апреля 1928 года Катханова арестовали в Москве и доставили в Нальчик. Его обвинили в создании контрреволюционной националистической группы, ставившей своей целью совершение террористических актов. По делу было арестовано девять человек. Коллегия ОГПУ, заменявшая в данном случае суд, своим постановлением от 3 августа 1928 года приговорила шестерых видных деятелей области, в том числе и Катханова к расстрелу.

### Реабилитация
Из справки Верховного Суда РСФСР: "Коллегия ОГПУ 3 августа 1928 г. осудила Катханова Н. А., 1891 г.р., по статье 58-4 и 58-11 УК РСФСР, определением Судебной коллегии по уголовным делам Верховного Суда РСФСР от 9 января 1960 г. отменил с прекращением производством за недоказанностью предъявленного ему обвинения. Заместитель Председателя Верховного суда РСФСР В.Крюков".
27 декабря 1990 года Указом Президента СССР М.Горбачева награждён орденом Боевого Красного Знамени посмертно за «большой вклад в установление Советской власти на Северном Кавказе, умелое руководство боевыми операциями и проявленные при этом храбрость и мужество».

## Убеждения
В годы гражданской войны, когда стоял остро вопрос быть или не быть советской власти, Назир Катханов возглавил шариатские войска Кабардино-Балкарии. Они выступили в защиту революции. Катханов был сторонником т.н. исламского социализма, согласно которому советская власть и шариат - свод исламских канонов, вполне совместимые вещи. Вера в Бога, — считал он, — совершенно не мешает советской власти, более того, такое сочетание вдохновляло бы трудовые массы на борьбу с контрреволюцией. С построением социализма, — полагал Катханов,- настанет свобода вероисповедания. Это, по его мнению, означало обеспечение равенства религий, обучение детей шариату, а также введение советских шариатских судов. Принципы ВКП(б) и шариата идентичны, -говорил он. Катханова прозвали «красным шариатистом».